# Денешть (комуна, Горж)
Денешть, Денешті (рум. Dănești) — комуна у повіті Горж в Румунії. До складу комуни входять такі села (дані про населення за 2002 рік):
- Барза (503 особи)
- Ботороджі (277 осіб)
- Бретуя (289 осіб)
- Букуряса (442 особи)
- Векаря (575 осіб)
- Денешть (372 особи)
- Мерфулешть (250 осіб)
- Трокань (244 особи)
- Унгурень (367 осіб)
- Циркулешть (247 осіб)
- Шаса (378 осіб)

Комуна розташована на відстані 227 км на захід від Бухареста, 7 км на південний схід від Тиргу-Жіу, 82 км на північний захід від Крайови.

## Населення
За даними перепису населення 2002 року у комуні проживали 3944 особи. Усі жителі комуни рідною мовою назвали румунську.
Національний склад населення комуни:
| Національність | Кількість осіб | Відсоток |
| -------------- | -------------- | -------- |
| румуни         | 3942           | 99,9%    |
| цигани         | 2              | 0,1%     |

Склад населення комуни за віросповіданням:
| Релігія            | Кількість осіб | Відсоток |
| ------------------ | -------------- | -------- |
| православні        | 3874           | 98,2%    |
| бретрени           | 49             | 1,2%     |
| баптисти           | 10             | 0,3%     |
| п'ятдесятники      | 5              | 0,1%     |
| римо-католики      | 1              | < 0,1%   |
| греко-католики     | 1              | < 0,1%   |
| адвентисти         | 1              | < 0,1%   |
| не вказали релігію | 1              | < 0,1%   |

## Зовнішні посилання
- Дані про комуну Денешть на сайті Ghidul Primăriilor [Архівовано 4 липня 2009 у Wayback Machine.]